# Granville (Dakota Północna)
Granville – miasto w Stanach Zjednoczonych, w stanie Dakota Północna, w hrabstwie McHenry.